# Skylab 3
Skylab 3 – druga załoga stacji kosmicznej Skylab, która w ramach programu Skylab kontynuowała prace poprzedników.

## Załoga
- Alan Bean – dowódca, uczestnik wyprawy na Księżyc
- Jack Lousma – pilot
- dr Owen Garriott – specjalista w dziedzinie fizyki jonosfery

### Załoga rezerwowa
- Vance Brand – dowódca
- Don Lind – pilot
- William Lenoir – naukowiec

## Misja
Druga załoga stacji Skylab wystartowała z Ziemi 28 lipca 1973 roku. Tak jak poprzednicy dokonali najpierw inspekcji bazy z zewnątrz, a dopiero potem statek przycumował. Znowu jednak wystąpiły w bazie niesprawności. W dwóch (z czterech) zespołach silniczków korekcyjnych statku Apollo, ujawniła się ucieczka materiału pędnego, co groziło niemożnością powrotu na Ziemię.
Nowa załoga kontynuowała badania poprzedników, a także przeprowadziła badania materiałowe. W dniu 6 sierpnia Lousma i Garriott wyszli na zewnątrz bazy, aby założyć właściwy ekran osłonowy. W trakcie pobytu na stacji wyszli jeszcze dwukrotnie na zewnątrz bazy – 24 sierpnia Lousma i Garriott (podłączyli nowe żyroskopy), a 22 września Bean i Garriott (wymienili w teleskopach astronomicznych kasety z taśmami oraz pobrali próbki materiałów umieszczonych na zewnątrz bazy). Pobyt drugiej załogi w bazie satelitarnej Skylab był jeszcze bardziej owocny niż pierwszej. Uzyskano 77 600 obrazów z teleskopu ATM i 14 400 z aparatury EREP (Earth Resources Experiments Package) oraz 28,4 km taśmy magnetycznej z zapisami różnorodnych pomiarów. Na badanie Słońca astronauci przeznaczyli 305 godzin. W tym czasie Słońce było bardzo aktywne. Zaobserwowali wiele rozbłysków słonecznych. W czasie lotu badali naturalne zasoby Ziemi. Obserwacje przeprowadzali nad zachodnią Europą, Japonią, Australią, zachodnią Afryką, Ameryką Środkową i Ameryką Południową. Uzyskane wyniki przekazano zainteresowanym krajom. Obserwowali zagrożenie lawinowe w Szwajcarii, skutki trzęsienia ziemi w Meksyku, a nawet zanieczyszczenie atmosfery wzdłuż dróg w RFN. Pod koniec sierpnia i na początku września wykryli na Oceanie Atlantyckim narodziny cyklonu Christina, a w Zatoce Meksykańskiej – cyklon Delia.
Eksperymenty biologiczne powiodły się częściowo – zdechły doświadczalne muszki owocówki i gryzonie (szczuroskoczniki drobne). Ryby nie mogły przywyknąć do braku grawitacji. Natomiast pająki (Anita i Arabella) przystosowały się i zaczęły tkać prawidłowe pajęczyny.
Powrót na Ziemię nastąpił 25 września 1973 roku, po starannym zakonserwowaniu urządzeń bazy. Lot trwał 59 dni 11 godzin i 9 minut, co stanowiło nowy rekord amerykański. Po pomyślnym zakończeniu misji zadecydowano, że trzecia załoga będzie przebywać na pokładzie Skylaba znacznie dłużej.